# Baloghia parviflora
Baloghia parviflora är en törelväxtart som beskrevs av Cyril Tenison White. Baloghia parviflora ingår i släktet Baloghia och familjen törelväxter. Inga underarter finns listade i Catalogue of Life.